# Nederlandse kampioenschappen schaatsen afstanden 2000 - 500 meter vrouwen
De 500 meter vrouwen op de Nederlandse kampioenschappen schaatsen afstanden 2000 werd in januari 2000 in ijsstadion De Scheg in Deventer over twee ritten verreden, waarbij de zestien deelneemsters ieder een keer in de binnenbaan en een keer in de buitenbaan startten.
Titelverdedigster was Andrea Nuyt die de titel pakte tijdens de NK afstanden 1999. 

## Uitslag
| #      | Schaatsster             | 1e      | pos | 2e      | pos | Punten |
| ------ | ----------------------- | ------- | --- | ------- | --- | ------ |
| Goud   | Andrea Nuyt             | 0.40,55 | 1   | 0.40,31 | 1   | 80,860 |
| Zilver | Marianne Timmer         | 0.41,06 | 2   | 0.41,35 | 2   | 82,410 |
| Brons  | Frouke Oonk             | 0.41,54 | 3   | 0.41,19 | 2   | 82,730 |
| 4      | Tonny de Jong           | 0.41,57 | 4   | 0.41,56 | 4   | 83,130 |
| 5      | Yvonne Leever           | 0.42,09 | 5   | 0.42,20 | 5   | 84,290 |
| 6      | Renate Groenewold       | 0.42,30 | 6   | 0.42,61 | 6   | 84,910 |
| 7      | Christine Heins         | 0.43,20 | 8   | 0.42,60 | 7   | 85,800 |
| 8      | Dianne Kootstra         | 0.42,64 | 7   | 0.43,27 | 8   | 85,910 |
| 9      | Tijn Ponjee             | 0.43,30 | 9   | 0.42,86 | 9   | 86,160 |
| 10     | Arina Schingenga        | 0.43,45 | 10  | 0.43,83 | 10  | 87,280 |
| 11     | Anja Bollaart           | 0.43,72 | 14  | 0.43,87 | 11  | 87,590 |
| 12     | Maurine Kroon           | 0.43,47 | 11  | 0.44,26 | 12  | 87,730 |
| 13     | Cindy Groen             | 0.43,57 | 12  | 0.44,31 | 13  | 87,830 |
| 14     | Reino Bouwhuis-Meuleman | 0.43,82 | 15  | 0.44,42 | 14  | 87,950 |
| 15     | Elma de Vries           | 0.43,64 | 13  | 0.44,13 | 15  | 88,060 |
| 16     | Yvonne Hijgenaar        | 0.43,84 | 16  | 0.44,26 | 16  | 88,150 |

Uitslag op
1987 · 
1988 · 
1989 · 
1990 · 
1991 · 
1992 · 
1993 · 
1994 · 
1995 · 
1996 · 
1997 · 
1998 · 
1999 · 
2000 · 
2001 · 
2002 · 
2003 · 
2004 · 
2005 · 
2006 · 
2007 · 
2008 · 
2009 · 
2010 · 
2011 · 
2012 · 
2013 · 
2014 · 
2015 · 
2016 · 
2017 · 
2018 · 
2019 · 
2020 · 
2021 · 
2022 · 
2023 · 
2024 · 
2025